# Аль Капоне
Альфонс Ґабріель «Аль» Капоне (англ. Alphonse Gabriel «Al» Capone; 17 січня 1899 — 25 січня 1947) — американський гангстер італійського походження, який очолював кримінальний синдикат, що займався контрабандою, зокрема контрабандою спиртних напоїв, та іншими незаконними справами в період сухого закону в США в 1920-х та 1930-х роках.

## Життєпис
Народився в сім'ї іммігрантів з південно-східної Італії Ґабріеля та Терезіни Капоне, розпочав свою кар'єру в Брукліні ще до переїзду в Чикаго і став босом злочинної організації, відомої як Чиказьке угруповання, також на його візитній картці було вказано, що він торговець старими меблями.
Наприкінці 1920х років Капоне привернув увагу ФБР, яке помістило його в список державних ворогів. Хоча він так і не був засуджений за бандитизм, його кримінальна кар'єра скінчилася в 1931 році, коли Капоне був звинувачений та засуджений федеральним урядом за ухиляння від сплати податку на прибуток.
Нещодавно стало відомо, що Капоне, ніби, мав сина якого звали Вільям Бішоп.

## Ранні роки в Нью-Йорку
Альфонс Ґабріель Капоне народився в Палмдейл, Нью-Йорк, в сім'ї Ґабріеля (12 грудня 1864 — 14 листопада 1920) та Терезіни Капоне (28 грудня 1867 — 29 Листопада 1952) 17 січня 1899 року. Ґабріель був перукарем з Кастелламмаре-ді-Стабія, містечка в 15 милях на південь від Неаполя, Італія. Терезіна працювала швачкою і була дочкою Анджело Райола з Ангрі, містечка в провінції Салерно.
Ґабріель та Терезіна мали 8 дітей: Джеймс Вінченцо Капоне (1892 — 1 жовтня 1952), Раффаеле Капоне (який також був відомим, як Ральф Капоне і пізніше став на чолі пивної індустрії Аль Капоне; 12 січня 1894 — 22 листопада 1974), Сальваторе Капоне (січень 1895 — 1 квітня 1924), Альфонс Капоне (17 січня 1899 — 25 січня 1947), Умберто Капоне (1906 — червень 1980), Метью Капоне (1908 — 31 січня 1967), Роза Капоне (народилася та померла в 1910 році) та Мафальда Капоне (пізніше місіс Джон Дж. Мерітот, 28 січня 1912 — 25 травня 1988).
Сім'я Капоне іммігрувала до США в 1893 і поселилася на Неві-стріт 95 в Бруклін Неві-ярд, районі передмістя Брукліна, біля перукарні в якій працював Ґабріель на Парк-авеню 29. Коли Алу виповнилося 11, сім'я Капоне переїхала на Ґарфілд Плейс 38 в Парк Слоуп, Бруклін.
Капоне покинув середню шкільну освіту в Брукліні у віці 14 років, після виключення з католицької школи. Потім він виконував роботу в різних частинах Брукліна, включаючи роботу в крамниці солодощів та кегельбані. Впродовж цього часу Капоне був під впливом гангстера Джонні Торіо, котрого він вважав своїм наставником.
Після участі в недовгострокових бандах, включаючи «Сорок молодих злодіїв», Капоне приєднався до «Бруклінських різників» і сумнозвісної «Банди п'яти наконечників». Над ним взяв шефство та влаштував викидалою на танцювальному майданчику і барменом у салуні «Гарвард-інн» на Коні-Айленд рекетир Френкі Єль. Саме тут Капоне отримав свій шрам через який його почали називати «Скарфейс» (обличчя зі шрамом), він ненавмисно образив жінку в нічному клубі Брукліна, спровокувавши цим самим бійку з її братом Френком Галлучо. Обличчя Капоне було розсічене тричі з лівого боку. Капоне вибачився перед Галлучо на прохання Френкі Єля і згодом найняв свого нападника тілоохоронцем. Коли Капоне фотографувався, він ховав пошрамовану ліву половину обличчя і видавав свої рани за такі, що були отримані під час війни.
30 грудня 1918 року Капоне одружився з ірландкою Мей Жозефін Кофлін. Раніше ніж через місяць вона народила сина, Альберта Френсіса «Сонні» Капоне.
Вважають, що Капоне з сім'єю переїхав до Чикаго з Нью-Йорка в 1921 році. Капоне купив скромний будинок на Саус Преірі-авеню 7244 в околицях Парк Менор у південній частині міста в 1923 році за 5500 доларів.
Капоне відгукнувся на запрошення Торіо, який шукав можливості для ділової співпраці в торгівлі спиртним, скориставшись сухим законом у США. Торіо заволодів кримінальною імперією Джеймса «Великого Джима» Колосімо після того, як останній відмовився зайнятися цим новим бізнесом, за що і був убитий (ймовірно Френкі Єлем, хоча судова справа проти нього була закрита за браком доказів). В той час Капоне також підозрювався у двох убивствах і шукав кращу роботу, щоб забезпечити свою сім'ю.

## Діяльність в Сісеро, Іллінойс
Після виборів мера Вільяма Емметта Девера, влада міста Чикаго почала чинити тиск на гангстерські угруповування, які діяли на території міста. Щоб розмістити свою штабквартиру за межами міської юрисдикції і створити безпечну зону для своїх операцій, організація Капоне перебазувалася у Сісеро, штат Іллінойс. Це призвело до одного з найбільших тріумфів Капоне: він взяв під контроль владу міста Сісеро в 1924 році. Гангстер з Сісеро Майлс О'Доннел та його брат Вільям «Клондайк» О'Доннел воювали з Капоне за місто. Ця війна вилилась у 200 вбитих, включаючи сумнозвісного Біла МакСвігінса.
Вибори до ради міста в 1924 році стали відомі як найбільш нечесні вибори в історії міста, головорізи Капоне залякували виборців на виборчих дільницях. Кандидат у мери, якого підтримував Капоне, переміг із великим відривом, але декілька тижнів по тому він оголосив, що вижене Капоне з міста. Капоне зустрів свого маріонеткового мера і особисто скинув його зі сходів міської ратуші.
Ця подія для Капоне була затьмарена смертю його брата, Френка, від рук поліції. За звичаєм, який був серед гангстерів, Капоне висловив свою скорботу, відвідавши похорон неголеним і відкрито плакавши на зібранні. За його наказом, на знак поваги, у Сісеро були на один день зачинені всі бари, де незаконно торгували спиртним.
Більшість членів сім'ї Капоне також оселились у Сісеро. У 1930 році сестра Капоне Мафальда одружилася з Джоном Дж. Мерітотом.

## Достаток Капоне та зміцнення його влади в Сісеро
Серйозно поранений під час замаху на нього бандою з Норт Сайду, Капоне отримує бізнес та повертається до Італії. Капоне під час сухого закону був відомий своїм контролем значної частини злочинного світу Чикаго, який щороку давав прибуток приблизно у 100 млн доларів. Джерелами його прибутку були нелегальні підприємства, такі як гральний бізнес та проституція, хоча найбільше грошей приносив продаж спиртних напоїв. У цей період Капоне сам проводив «співбесіди» з новими повіями для свого клубу.
Попит був задоволений транспортною мережею, яка перевозила контрабандний алкоголь від контрабандистів зі східного узбережжя США.
Через організовану корупцію, яка включала підкуп мера Чикаго Вільяма Хейла Томпсона, банда Капоне, в роботу якої не було жодного втручання з боку правоохоронних структур, контролювала казино та бари, де торгували контрабандним спиртним, на всій території Чикаго. Багатство також дозволяло Капоне віддаватися втіхам розкішного стилю життя: костюми на замовлення, сигари, їжа для гурманів, ювелірні вироби та жіноча компанія. Він привертав увагу медіа, одними з його улюблених коментарів були: «я всього лише бізнесмен, я даю людям те, що вони хочуть» та «все, що я роблю — це задовольняю громадські потреби». Капоне став знаменитістю.

## Мафіозні війни

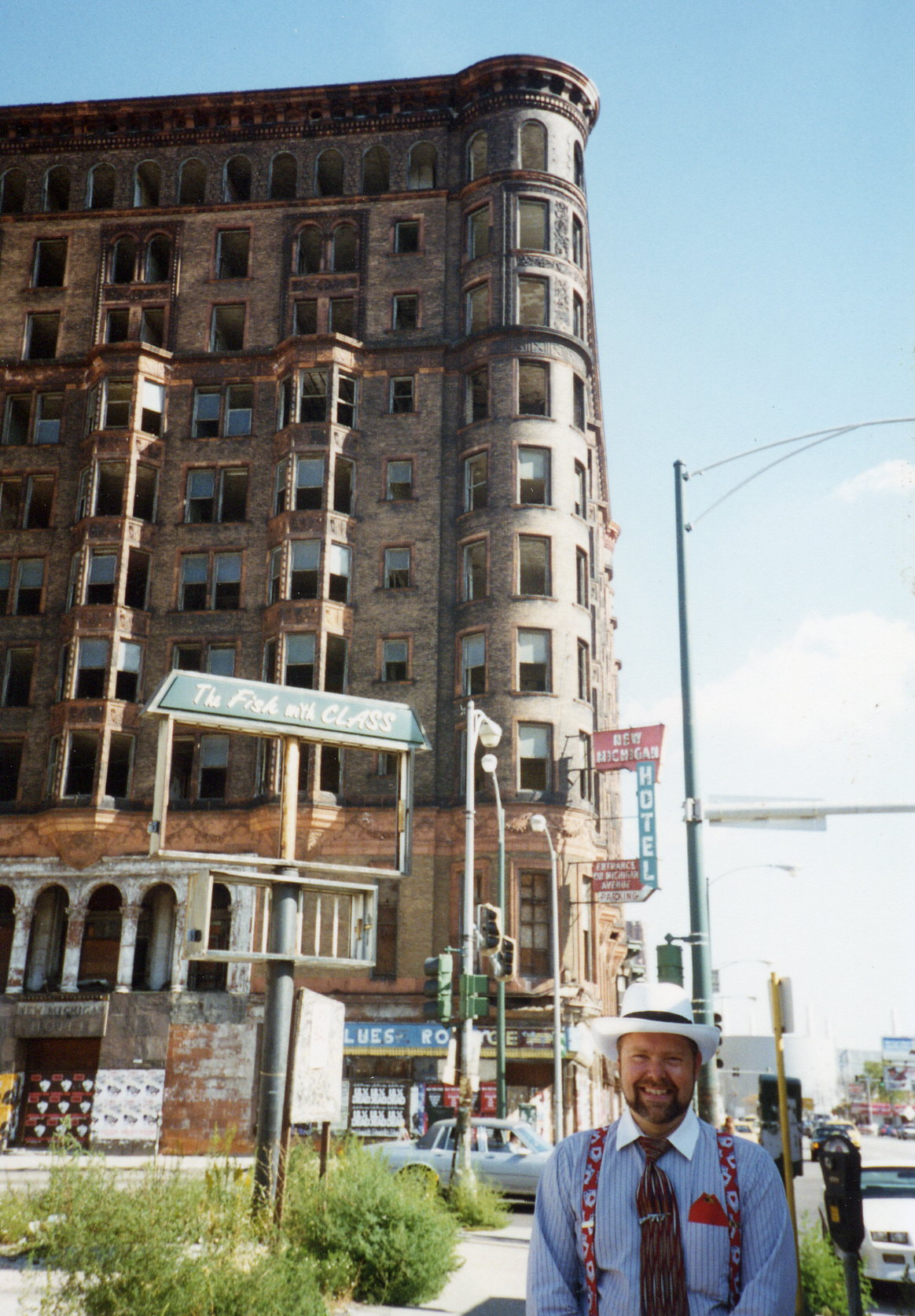
Готель Лексінгтон, Чикаго. Штабквартира Капоне. Відома як замок Капоне. Знято на початку 1990х, знесений в 1995 році.

Жорстокість, що призвела до цього безпрецедентного успіху у кримінальній сфері, викликала акти помсти зі сторони конкурентів Капоне, зокрема затятими конкурентами були банди з Норт Сайду, якими керували гангстери Хаймі Вайс та Багз Моран. Автомобіль Капоне був зрешечений кулями декілька разів.
Особливо цинічним був інцидент, який трапився 20 вересня 1926 року, банда з Норт Сайду розстріляла компанію Капоне, разом з якою він обідав в готелі Хоуторн. Перший поверх будівлі готелю, в якій знаходився ресторан, був зрешечений кулями з автоматів Томпсона, це було зроблено на ходу з десятка автомобілів, які проїжджали повз будівлю. Охоронець Капоне (Френкі Ріо) штовхнув його на підлогу, як тільки почув перші постріли, і накрив його собою. Декілька свідків були поранені битим склом та осколками куль під час нальоту, включаючи хлопчика і його матір, яка втратила би зір, якби Капоне не заплатив за дороге медичне обслуговування. Ця подія примусила Капоне попросити перемир'я, але переговори провалилися.
Після цих атак Капоне наказав покрити свій «Кадиллак» бронею, поставити куленепробивне скло, спеціальні шини та поліцейську сирену. Кожен замах на його життя все більше змушував його переживати через Морана, який найімовірніше всього стояв за цими атаками. Цей автомобіль був конфіскований Міністерством фінансів у 1932 році, і пізніше використовувався президентом Франкліном Рузвельтом.
Капоне розмістив озброєних охоронців у своїй штабкваритирі в готелі Лексінгтон на 22-й Стріт (пізніше була перейменована в Кермак Роуд) та Мічиган Авеню. Для своїх подорожей за межі Чикаго Капоне мав декілька інших схованок які знаходилися в Брукфілді, Вісконсин; Сент-Полі, Міннесота; Оліені, Нью Йорк; Френч Ліку, Індіана; а також у Тер Хауті, Індіана; Хот-Спрінгзі, Арканзас; Джонсон Сіті, Теннессі. Також Капоне міг зі своїми людьми зненацька з'явитися на залізничному вокзалі Чикаго та викупити цілий спальний вагон у нічному потязі щоб дістатися Клівленда, Омахи, Канзас-Сіті та Літл Рок в Арканзасі, де вони могли провести цілий тиждень у розкішних готельних номерах під вигаданими іменами. У 1928 році Капоне купив чотирнадцятикімнатну схованку на Палм-Айленд, Флорида поблизу Маямі-Біч.

## Різанина в День Святого Валентина

Капоне прибрав своїх ворогів влаштувавши різню в День Святого Валентина, чим сильно збентежив громадськість

Капоне був організатором найзухвалішого вбивства в кримінальному світі, 1929 року під час різні в День Святого Валентина в Лінкольн-Парк, Чикаго, хоча деталі вбивства семи чоловік дещо суперечливі і ніхто не був притягнений до суду за цей злочин.
Різанина була відповіддю банди Капоне банді з Норт Сайд, якою керував Баґз Моран, який зухвало викрадав вантажівки зі спиртним в Капоне та вбив двох керівників банди.
Аби вивчити звички цілей, люди Капоне орендували квартиру навпроти складу, який служив Морану штабквартирою. У четвер зранку, 14 лютого 1929 року спостерігачі Капоне дали команду озброєним людям, перевдягненим у поліцейських, розпочати наліт. Поліцейські вишикували сім жертв, які навіть не опиралися, уздовж стіни, а потім дали команду спільникам з автоматами. Сім чоловік були розстріляні з пістолетів та автоматів, кожен отримав від 15 до 20 кульових поранень.
Фотографії вбивства шокували громадськість, особа Капоне різко впала в її очах, це спонукало розпочати ретельне розслідування його справ.

## Засудження та ув'язнення

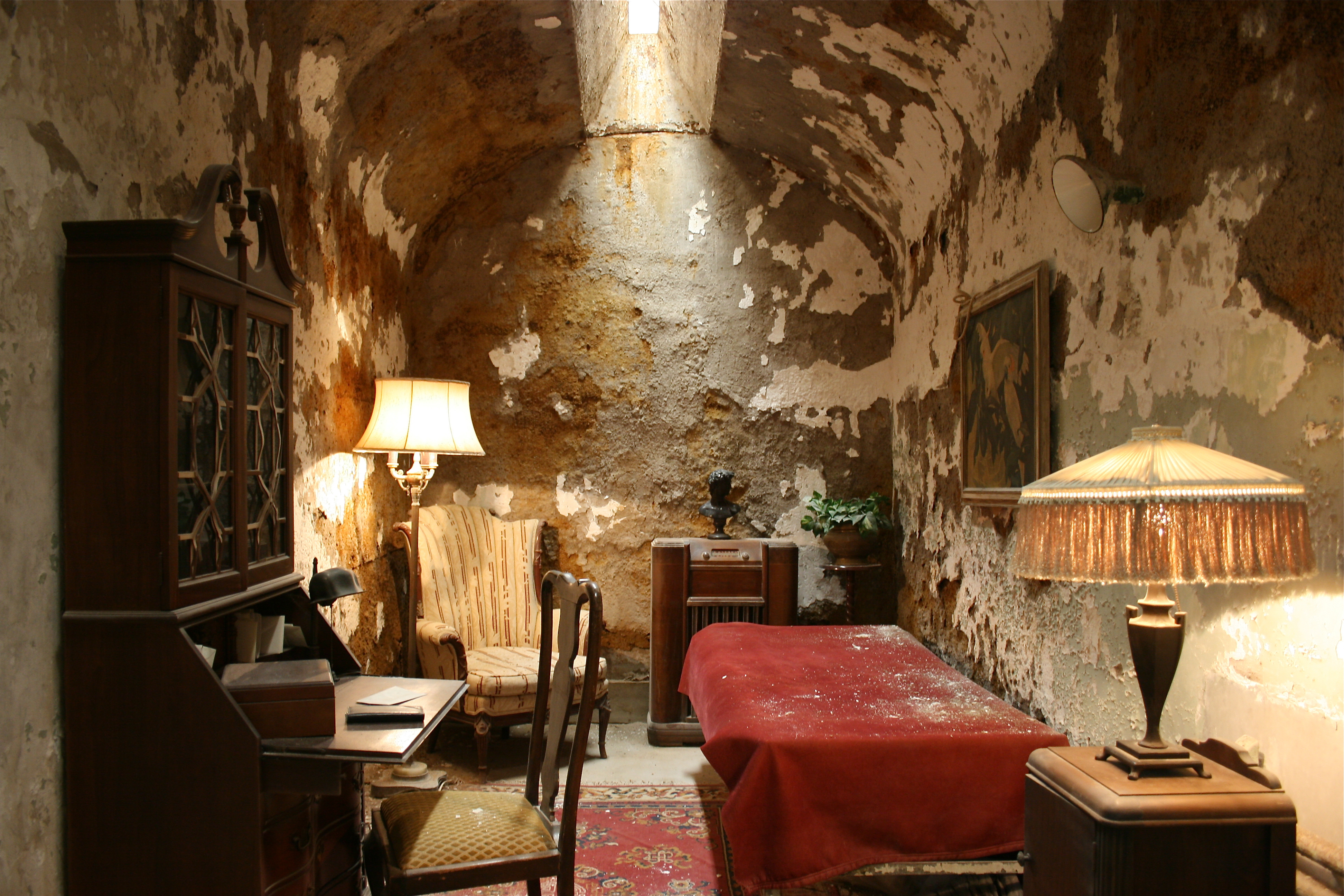
Так виглядає сьогодні камера Капоне у виправному закладі Істерн Стейт

В 1929 році агент Еліот Несс розпочав розслідування справ Капоне. Закриваючи броварні та бари Капоне, Несс повільно позбавляв влади імперію Капоне. Щоб перечекати, Капоне домовився про своє ув'язнення в комфортабельній камері в Філадельфійському виправному закладі Істерн Стейт на дев'ять місяців починаючи з серпня 1929 року. Після свого повернення в Чикаго він виявив, що через проблеми з законом він був відсторонений від справ.
В 1931 році Капоне був звинувачений за ухилення від сплати податків та різноманітні порушення закону Волстеда, що регулював заборону на торгівлю спиртним. Зіткнувшись з великою кількістю доказів його адвокати домовилися про визнання вини, але головуючий суддя попередив, що Капоне може не виконати вимог звинувачення, тому Капоне відкликав визнання себе винним. Він намагався підкупити та залякати присяжних, але його план був розкритий людьми Несса. Тоді присяжним дали іншу справу і Капоне був поставлений у безвихідь. В процесі довгого судового слухання він був визнаний винним по деяких статтях за несплату податків (звинувачення про порушення закону Волстеда були зняті). Йому було відмовлено в апеляції. В травні 1932 року Капоне відправили до виправного закладу Сполучених Штатів в Атланті, федеральної в'язниці суворого режиму, але там він мав особливі привілеї. Потім його перевели до в'язниці Алькатрас, де сувора охорона та непохитні наглядачі унеможливили контакт Капоне із зовнішнім світом. Його ізоляція від соратників та скасування сухого закону стрімко зменшили його владу.
Коли Капоне відмовився взяти участь в страйку в'язнів, після того як одному із хворих співкамерників було відмовлено в медичній допомозі і той помер, його почали зневажати. Капоне продовжував працювати у в'язничній пральні, його неодноразово цькували інші в'язні і називали штрейкбрехером та щуром.
Коли Капоне спробував підкупити сторожу його відправили до карцеру. На його життя неодноразово здійснювали замахи під час всього терміну ув'язнення: в його каву підливали луг та здійснили напад під час того, як він йшов до кабінету дантиста.
Хоча він досить добре пристосувався до свого нового оточення, його здоров'я погіршилося через прогресуючий сифіліс, який він підхопив в молодості. Антибіотики, якими лікують хворобу, існували, але в той час їх ще не використовували для лікування сифілісу. Останній рік свого ув'язнення він провів у в'язничній лікарні спантеличений і дезорієнтований. Термін ув'язнення в Алькатрасі скінчився 6 січня 1939 року і його перевели до виправного закладу на Термінал-Айленд в Каліфорнії, щоб відсидіти свій однорічний вирок за дрібні злочини. Його звільнили під чесне слово 16 листопада 1939 року, Капоне провів деякий час в лікарні, а потім повернувся додому в Палм-Айленд, Флорида.

## Занепад та смерть

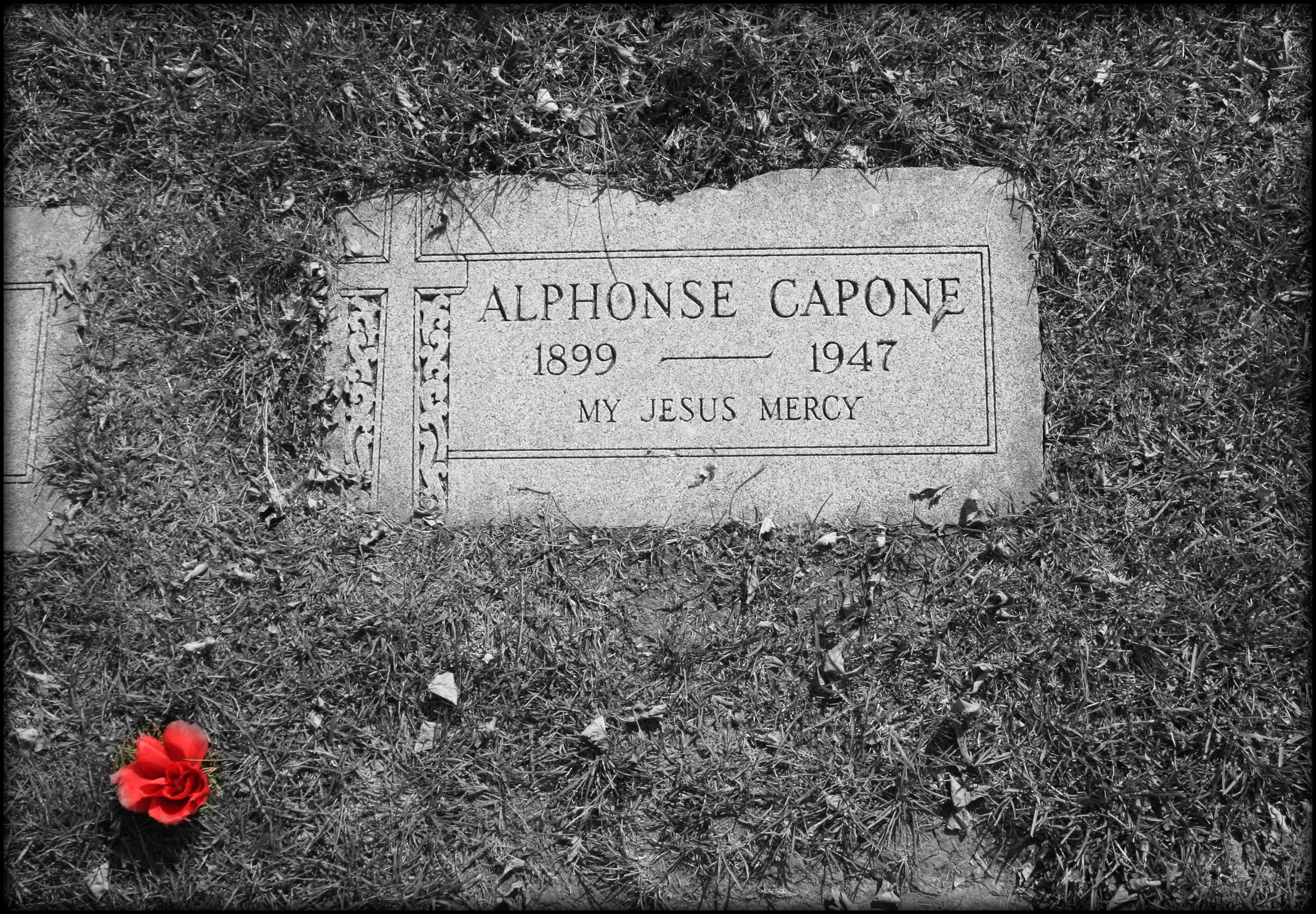
Могила Капоне, цвинтар Маунт Кармел, Хілсайд, Іллінойс, США

Контроль та зацікавлення організованою злочинністю різко знизилися після його ув'язнення, і він вже не був здатний керувати бандою після звільнення. Він втратив вагу, його фізичний та розумовий стани погіршилися через сифіліс. Він лютував з приводу комуністів, іноземців та Джорджа Морана, який, Капоне був переконаний, все ще плете змову у своїй камері в Огайо, щоб вбити його.
21 січня 1947 року Капоне розбив параліч. До нього повернулася свідомість і його стан почав покращуватися, але 24 січня він підхопив пневмонію, наступного дня в нього стався серцевий напад.
Капоне поховали на цвинтарі Маунт Олівет, в південній частині Чикаго між могилами його батька, Ґабріеля і брата, Френка. Проте, в березні 1950 року рештки всіх трьох членів родини були перенесені до цвинтаря Маунт Кармел в Хілсайд, Іллінойс.

## Образ Капоне в мистецтві

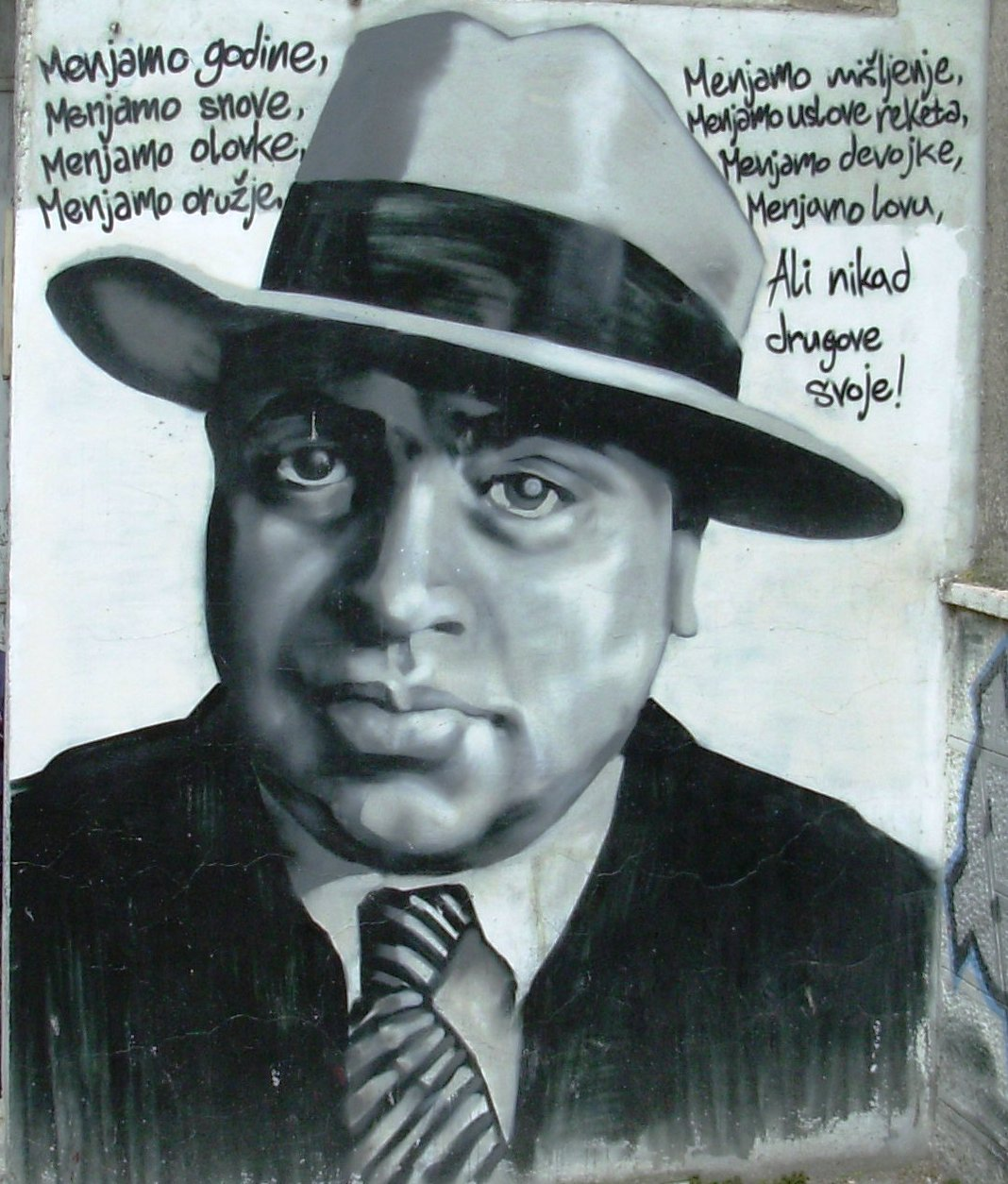
Образ Капоне почали використовувати зображуючи типового гангстера в літературі та фільмах.

Один із найзухваліших гангстерів XX століття, Капоне, став героєм багатьох статей, книг та фільмів. Образ Капоне та його репутація після його смерті постійно використовуються в літературі як зразок кримінального боса та генія кримінального світу. Стереотипний образ гангстера, одягненого в костюм в тонку смужку та похилений на бік капелюх з крисами заснований на фотографіях Капоне, особливо цей образ помітний на фото Капоне, яке було зроблено, коли йому було 19. Його акцент, манери, риси обличчя, інколи постава та пародія на його ім'я використовувалися в численних коміксах про гангстерів, фільмах та літературі.
У 2009 році «Madonna Mia», музика яка була написана до пісні, яку Капоне написав в Алькатрасі була виставлена на продаж, та був записаний диск.

### Комікси
- У коміксі про Діка Трейсі, головоріза, боса банди звали Альфонс «Біг Бой» Капріче, чиє ім'я засноване на імені Капоне.
- У коміксі «Тінтін в Америці», хлопчик-репортер Тінтін ловить Капоне, але через прорахунок поліції Капоне тікає. «Аль» Капоне єдиний образ з реального життя, який був використаний в книзі про Тінтіна.
- Капоне й Еліот Несс — персонажі, які постійно з'являються в серії франко-бельгійських коміксів, написаних Раулем Ковеном.
- У коміксах «Манґа», Капоне з'являється в ролі боса банди яка пожирає людські душі. Пізніше його вбиває охоронець, який захищає молоду відьму.

### Фільми
- Капоне увічнили на екрані: Ніколас Кокенес, Волес Бірі, Пол Муні, Баррі Саліван, Род Стайгер, Невілл Бренд, Джейсон Робертс, Ерік Робертс, Бен Газзара, Роберт де Ніро, Вільям Дівейн, Тітус Велівер, Ентоні Ла Палья, Том Гарді та Вільям Форсайт. В фільмі «Обличчя зі шрамом», який був знятий в 1983 році, Капоне був зображений як Тоні Монтана, якого зіграв Аль Пачіно. Капоне також один з антигероїв фільму «Ніч у музеї 2», де його зіграв Джон Бернтал.

### Музика
- Під час перебування у в'язниці Капоне зробив аранжування пісні «Madonna Mia». В травні 2009 року його варіант пісні був записаний вперше в історії.
- Капоне згадується в пісні «The Night Chicago Died» британського гурту Paper Lace, який зобразив війну між бандою Капоне та поліцією Чикаго.
- Майкл Джексон записав пісню про Капоне.

## Ресурси Інтернету
- Miami Beach USA Незваний гість: Аль Капоне в Маямі. (з фото) (англ.)
- Колекція фотографій Капоне (англ.)
- Файли по Капоне в архіві ФБР (англ.)
- Стаття про братів Капоне (англ.)
- Аль Капоне [Архівовано 12 вересня 2008 у Wayback Machine.] на сайті Crime Library (англ.)
- Listen online — The Life Story of Al Capone — The American Storyteller Radio Journal [Архівовано 14 листопада 2006 у Wayback Machine.] (англ.)
- Obituary, NY Times, January 26, 1947 Capone Dead At 48; Dry Era Gang Chief [Архівовано 9 жовтня 2010 у Wayback Machine.] (англ.)
- Біографія Аль Капоне [Архівовано 21 вересня 2010 у Wayback Machine.] Роберт Л. Шенберг, автор книги Містер Капоне (англ.)
- AlCaponeFanClub [Архівовано 1 лютого 2011 у Wayback Machine.] Фан-клуб Аль Капоне (англ.)